# Droga wojewódzka 563
Die Droga wojewódzka 563 (DW 563) ist eine 68 Kilometer lange Droga wojewódzka (Woiwodschaftsstraße) in der polnischen Woiwodschaft Kujawien-Pommern und der Woiwodschaft Masowien, die Rypin mit Mława verbindet. Die Strecke liegt im Powiat Rypiński, im Powiat Żuromiński und im Powiat Mławski.

## Streckenverlauf
Woiwodschaft Kujawien-Pommern, Powiat Rypiński
-  Rypin (DW 534, DW 557, DW 560)
- Godziszewy (Godesfeld)
- Jasin (Jansen)
- Stępowo (Stempau)
- Okalewo

Woiwodschaft Masowien, Powiat Żuromiński
- Jasiony
- Pietrzyk
- Raczyny
- Będzymin
- Poniatowo (powiat żuromiński)
-  Żuromin (DW 541)
- Zielona
- Kuczbork-Osada (Kuczburg/Kudsburg)
- Kozielsk

Woiwodschaft Masowien, Powiat Mławski
- Lipowiec Kościelny
- Turza Wielka
-  Mława (DK 7, DW 544, DW 615)